# IC 4062
IC 4062  ist eine Spiralgalaxie vom Hubble-Typ Sc(rs)? im Sternbild Jagdhunde am Nordsternhimmel, die schätzungsweise 487 Millionen Lichtjahre von der Milchstraße entfernt ist. Im gleichen Himmelsareal befinden sich die Galaxien  IC 4064, IC 4067 und IC 4073.
Entdeckt wurde das Objekt am  21. März 1903 von Max Wolf.